# 4370 Dickens
A 4370 Dickens (ideiglenes jelöléssel 1982 SL) a Naprendszer kisbolygóövében található aszteroida. Edward L. G. Bowell fedezte fel 1982. szeptember 22-én.